# Булдакова
Булда́кова (рос. Булдакова) — присілок у складі Комишловського району Свердловської області. Входить до складу Заріченського сільського поселення.
Населення — 259 осіб (2010, 304 у 2002).
Національний склад станом на 2002 рік: росіяни — 95 %.